# Canadian Open (теніс) 1995
Canadian Open 1995, також відомий за назвою спонсора як Du Maurier Canadian Open, чоловічий і жіночий професійний тенісний турнір, що проходив на відкритих кортах з твердим покриттям. Належав до серії Super 9 в рамках Туру ATP 1995, а також до серії Tier I в рамках Туру WTA 1995. Чоловічий турнірі відбувся в Jarry Stadium у Монреалі (Квебек, Канада) з 24 до 31 липня 1995 року, жіночий - у National Tennis Centre в Торонто (Онтаріо, Канада) з 13 до 20 серпня 1995 року. Перший сіяний Андре Агассі, що захищав свій титул, і Моніка Селеш здобули титул в одиночному розряді. Для Селеш це був перший турнір після поранення, якого вона зазнала під час матчу на турнірі WTA Hamburg у квітні 1993 року.

## Переможці та фіналісти

### Одиночний розряд, чоловіки
Андре Агассі —  Піт Сампрас, 3–6, 6–2, 6–3
- Для Агассі це був 5-й титул за сезон і 29-й - за кар'єру.

### Одиночний розряд, жінки
Моніка Селеш —  Аманда Кетцер, 6–0, 6–1
- Для Селеш це був 1-й титул за рік і 33-й - за кар'єру.

### Парний розряд, чоловіки
Євген Кафельников /  Ольховський Андрій Станіславович —  Браян Макфі /  Сендон Столл, 6–4, 6–4

### Парний розряд, жінки
Бренда Шульц-Маккарті /  Габріела Сабатіні —  Мартіна Хінгіс /  Іва Майолі 4–6, 6–0, 6–3